# Велотрек

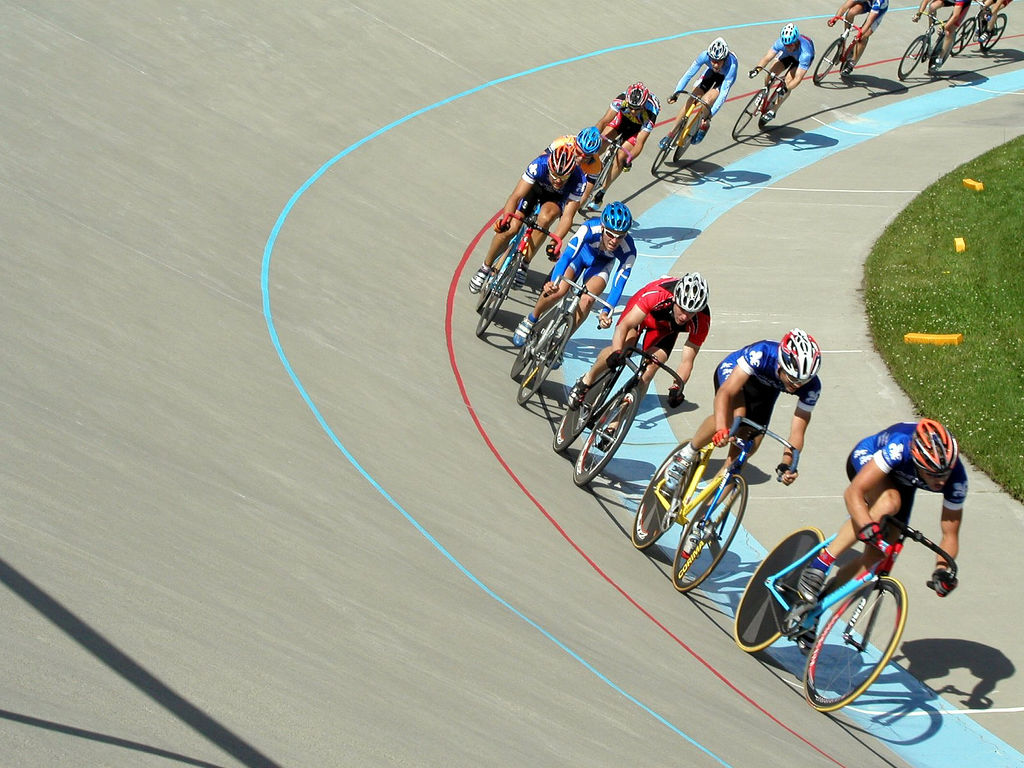
Частина треку, поворот.

Велотрек — замкнуте овальне кільце для змагань з велотрекових гонок. Має дерев'яне або бетонне покриття. Довжина покриття від 130 до 500 метрів (великі міжнародні змагання проводяться на треках довжиною від 250 до 400 метрів). Для зручності велогонщиків, трек має нахил 42 градуси на поворотах і 12.5 градусів на прямих ділянках. Ширина треку повинна бути не менше 5 метрів і бути на всіх ділянках однаковою (7 метрів для проведення великих змагань).
Розмітка, що наноситься на трек (спринтерська і стаєрський лінії, фінішна лінія тощо), повинна мати контрастне забарвлення. Рух по велотреку здійснюється завжди проти годинникової стрілки.

## В Україні
Перший київський велотрек «циклодром», розташовувався за адресою Бібіковський бульвар, № 77. На циклодромі 23 травня 1899 відбулися перші велосипедні гонки, які були організовані Київським товариством велосипедистів.
Другий київський велотрек був побудований з ініціативи киянина Івана Пилиповича Біленка в 1913 році і розташовувався у дворі між вулицями Богдана Хмельницького та В'ячеслава Липинського. Велотрек побудували на місці Афанасіївського яру, який засипали в кінці XIX століття. Джерельні, дощові і талі води впадали цим яром в долину річки Либідь. У центральній частині засипаного яру, в заплаві річки Либідь і був побудований велотрек.
В Харкові перший велотрек збудовано у 1927 році біля стадіону, що відомий зараз як «Металіст», до теперішнього часу він не зберігся. Навесні 1958 року у Харкові збудований велодром «Динамо», того ж року на полотні трека вперше розіграли нагороди особисто-командної першості СРСР. За свою історію цей велодром приймав чемпіонати України та СРСР. Кільце велотреку 333 м, трибуни на 400 місць, він є складовою частиною спортивного комплексу «Динамо», що розташований біля парку ім. Горького у Харкові.
Перший велотрек у Львові (по вулиці Клепарівській) був відкритий у 1980 році, хоч будівництво було розпочато ще у 1976 році.